# Xenophón Zolótas
Pour les articles homonymes, voir Xénophon (homonymie).
Xenophón Zolótas (en grec moderne : Ξενοφών Ζολώτας), né le 26 mars 1904 à Athènes et mort le 11 juin 2004 dans la même ville, est un économiste et homme politique grec. Il est Premier ministre intérimaire de 1989 à 1990.

## Biographie
Xenophon Zolótas naît à Athènes en 1904. Son père, Efthymios Zolotas est un joaillier-orfèvre réputé à Athènes.
Il étudie le droit à l’Université d’Athènes durant deux ans (1920-1922). Puis il part étudier les Sciences Economiques à Leipzig. En Mai 1924, il devient Docteur en Droit de l’Université d’Athènes avec les honneurs, et en 1926 il devient Docteur en Sciences Economiques de l’Université de Leipzig, également avec les Honneurs. Il part alors pour Paris afin d’étudier la littérature française. En 1928, il est nommé professeur de l’Université de Thessalonique puis professeur de l’Université d’Athènes en 1930. En 1955, il devient Gouverneur de la Banque de Grèce, poste qu’il occupera jusqu’en 1981, à l’exception des années de 1967 à 1974, durant la période de la dictature, période durant laquelle il a démissionné. En 1958, il épouse Kallirhoe Ritsou , surnommée « Lola ».
Membre du conseil d'administration de l'UNRRA en 1946, il occupe des postes importants au sein du Fonds monétaire international et d'autres organisations internationales entre 1946 et 1981. Il est l'auteur de nombreux ouvrages sur les économies grecques et internationales. Il a été considéré comme un modéré, un champion du conservatisme fiscal et de la stabilité monétaire. Le 23 novembre 1989, quand le résultat des élections législatives ne fait ressortir aucune majorité, ni en faveur du PASOK d'Andréas Papandréou, ni en faveur du parti de la Nouvelle Démocratie de Konstantínos Mitsotákis, Zolótas, alors âgé de 85 ans, accepte le poste de premier ministre intérimaire jusqu'à l'organisation d'un nouveau scrutin. Il démissionne après que les élections d'avril 1990 ont permis à Mitsotákis de gagner d'une courte tête. Véritable bourreau de travail, nageur assidu même l'hiver, il mettait un point d'honneur à nager chaque matin, alors qu'il était nonagénaire.
Le 2 octobre 1959, à l'occasion d'une réunion de la BIRD à New York, il a prononcé, en anglais, un discours demeuré célèbre, ne comportant quasiment que des mots d'étymologie grecque.